# Fannbyn, Östersunds kommun
Fannbyn är en by, sedan 2015 klassad som en småort, i Sunne distrikt (Sunne socken) i Östersunds kommun, Jämtlands län (Jämtland). Byn ligger vid Länsväg Z 592 och Storsjön, cirka tre kilometer norr om tätorten Orrviken.